# لوتی زرد
ماهی سوف حاجی‌طرخان یا لوتی زرد (نام علمی: Perca flavescens) نام یک گونه از سرده ماهی لوتی (سوف‌ماهیان) است.